# Каряку
Каряку или Карэки (яп. 嘉暦 каряку, карэки) — девиз правления (нэнго) японского императора Го-Дайго, использовавшийся с 1326 по 1329 год .

## Продолжительность
Начало и конец эры:
- 26-й день 4-й луны 3-го года Сётю (по юлианскому календарю — 28 мая 1326);
- 29-й день 8-й луны 4-го года Каряку (по юлианскому календарю — 22 сентября 1329).

## Происхождение
Название нэнго было заимствовано из 13-го цзюаня древнекитайского сочинения Книга Тан:「四序嘉辰、暦代増置」.

## События
даты по юлианскому календарю
- 1326 год (1-й год Каряку) — скончался наследник императорского престола Кунинага; император Го-Дайго решил назначить себе преемником своего старшего сына Таканага, но сиккэн (фактический глава государства) Ходзё Такатоки назначил наследником Кадзухито, сына императора Го-Фусими[5];
- 1327 год (2-й год Каряку) — императрица Саёндзи-но Киси возносит молитвы о рождении ребёнка[6];
- 8 марта 1327 года (14-й день 2-й луны 2-го года Каряку) — полное лунное затмение[7].

## Сравнительная таблица
Ниже представлена таблица соответствия японского традиционного и европейского летосчисления. В скобках к номеру года японской эры указано название соответствующего года из 60-летнего цикла китайской системы гань-чжи. Японские месяцы традиционно названы лунами.
| 1-й год Каряку (Огненный Тигр)   | 1-я луна*       | 2-я луна   | 3-я луна* | 4-я луна* | 5-я луна* | 6-я луна  | 7-я луна* | 8-я луна   | 9-я луна    | 10-я луна             | 11-я луна* | 12-я луна     |                |
| -------------------------------- | --------------- | ---------- | --------- | --------- | --------- | --------- | --------- | ---------- | ----------- | --------------------- | ---------- | ------------- | -------------- |
| Юлианский календарь              | 4 февраля 1326  | 5 марта    | 4 апреля  | 3 мая     | 1 июня    | 30 июня   | 30 июля   | 28 августа | 27 сентября | 27 октября            | 26 ноября  | 25 декабря    |                |
| 2-й год Каряку (Огненный Кролик) | 1-я луна        | 2-я луна*  | 3-я луна  | 4-я луна* | 5-я луна* | 6-я луна* | 7-я луна  | 8-я луна*  | 9-я луна    | 9-я луна (високосная) | 10-я луна* | 11-я луна     | 12-я луна      |
| Юлианский календарь              | 24 января 1327  | 23 февраля | 24 марта  | 23 апреля | 22 мая    | 20 июня   | 19 июля   | 18 августа | 16 сентября | 16 октября            | 15 ноября  | 14 декабря    | 13 января 1328 |
| 3-й год Каряку (Земляной Дракон) | 1-я луна        | 2-я луна*  | 3-я луна  | 4-я луна* | 5-я луна* | 6-я луна* | 7-я луна  | 8-я луна*  | 9-я луна    | 10-я луна*            | 11-я луна  | 12-я луна     |                |
| Юлианский календарь              | 12 февраля 1328 | 13 марта   | 11 апреля | 11 мая    | 9 июня    | 8 июля    | 6 августа | 5 сентября | 4 октября   | 3 ноября              | 2 декабря  | 1 января 1329 |                |
| 4-й год Каряку (Земляная Змея)   | 1-я луна        | 2-я луна*  | 3-я луна  | 4-я луна* | 5-я луна  | 6-я луна* | 7-я луна* | 8-я луна   | 9-я луна*   | 10-я луна             | 11-я луна* | 12-я луна     |                |
| Юлианский календарь              | 31 января 1329  | 2 марта    | 31 марта  | 30 апреля | 29 мая    | 28 июня   | 27 июля   | 25 августа | 24 сентября | 23 октября            | 22 ноября  | 21 декабря    |                |

* звёздочкой отмечены короткие месяцы (луны) продолжительностью 29 дней. Остальные месяцы длятся 30 дней.